# 1272

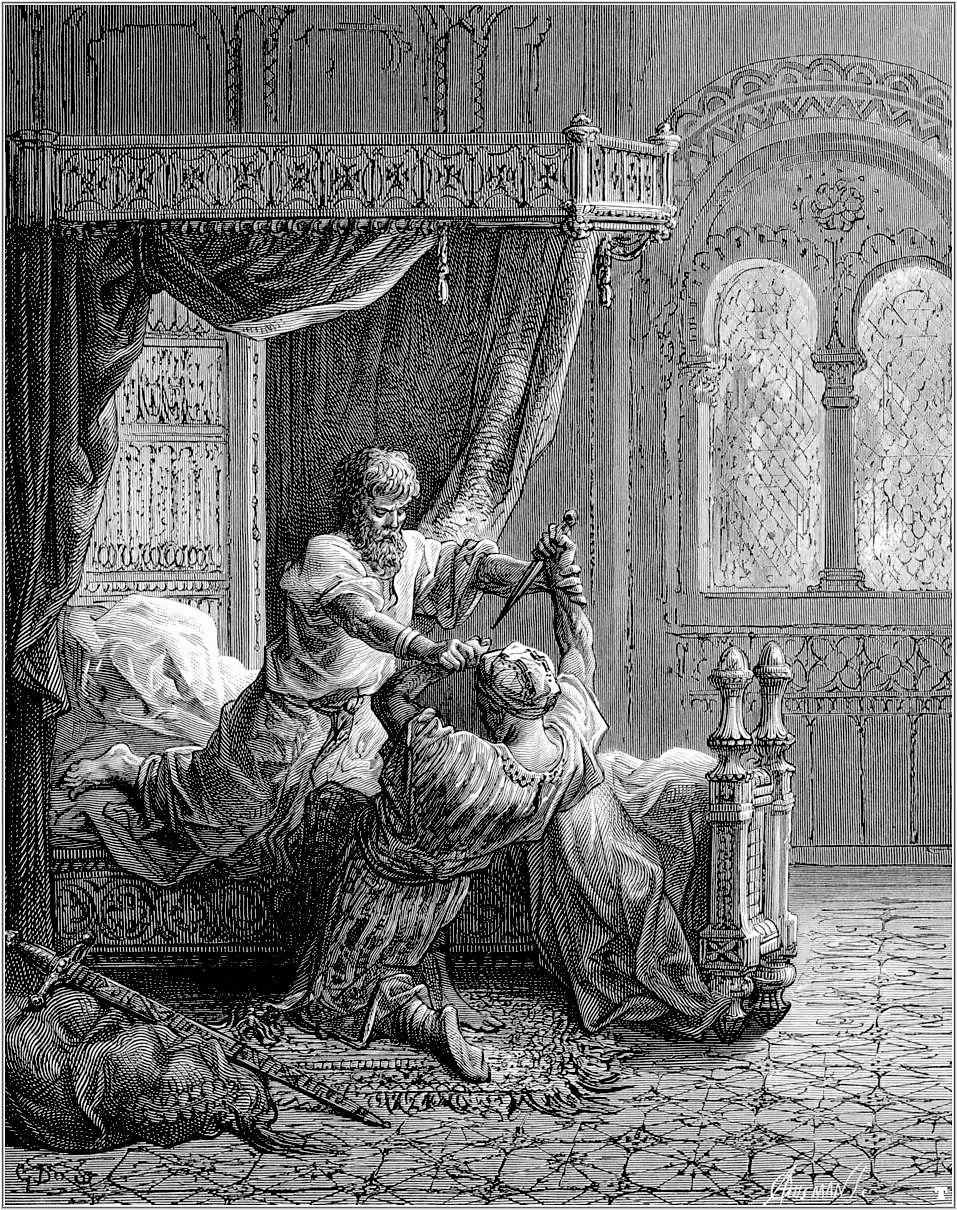
Edward weerstaat en doodt zijn aanvaller

Het jaar 1272 is het 72e jaar in de 13e eeuw volgens de christelijke jaartelling.

## Gebeurtenissen
maart
- maart - Paus Gregorius X bereikt Rome, en wordt eerst tot priester dan tot paus gewijd.

juni
- 5 - Na een kort beleg neemt koning Filips III van Frankrijk De Occitaanse stad Foix in en moet graaf Rogier Bernard III vluchten.

juli
- 19 - Gouda krijgt stadsrechten van graaf Floris V van Holland.

augustus
- 20 - Floris V van Holland wordt in zijn expeditie tegen de West-Friezen verslagen bij Heilo.

zonder datum
- Negende Kruistocht: Na een aanslag op zijn leven te hebben overleefd, keert Eduard I van Engeland terug van Akko naar Sicilië.
- Alfons III van Portugal verovert Faro op de Moren. Voltooiing van de Reconquista in Portugal.
- Een Mariabeeld wordt van Hanswijk naar Mechelen gedragen om een einde te maken aan diverse rampspoed, het begin van de jaarlijkse Hanswijkprocessie.
- oudst bekende vermelding: Halsteren, Koprivnica, Lattrop, Steenbergen

## Kunst en literatuur
- De bouw van de toren van Pisa wordt hervat.

## Opvolging
- Bourgondië - Hugo IV opgevolgd door zijn zoon Robert II
- kanaat van Chagatai - Negübei opgevolgd door Buqa Temür
- Engeland en Aquitanië - Hendrik III opgevolgd door zijn zoon Eduard I
- Hongarije - Stefanus V opgevolgd door zijn zoon Ladislaus IV
- Sleeswijk - Erik I opgevolgd door zijn zoon Waldemar IV

## Afbeeldingen

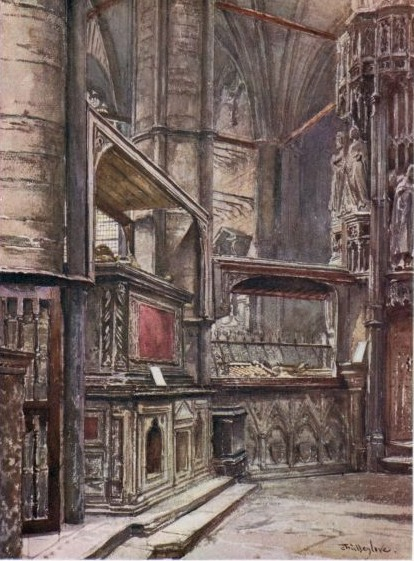
Graftombe van Hendrik III
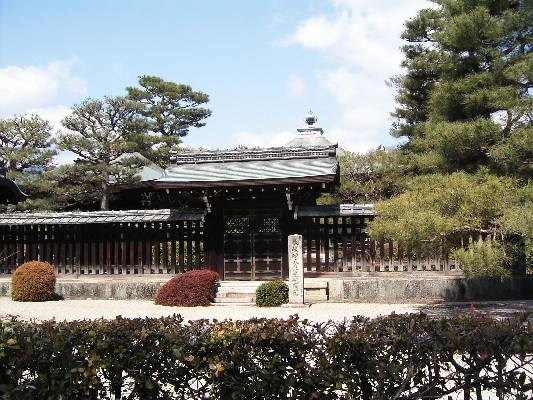
Mausoleum van Go-Saga
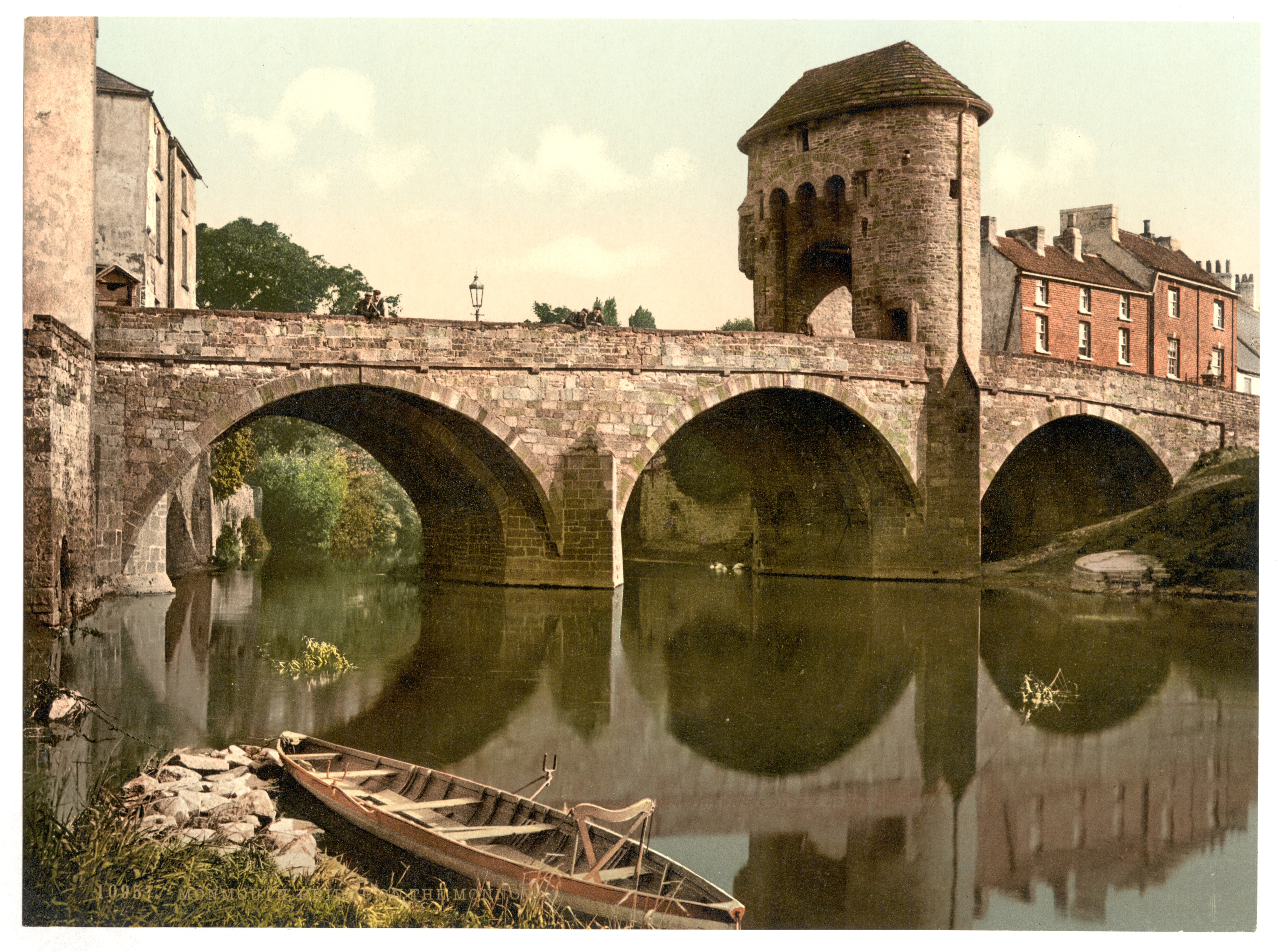
Monnow Bridge, Monmouth, gebouwd 1272 (vermoedelijke datum)
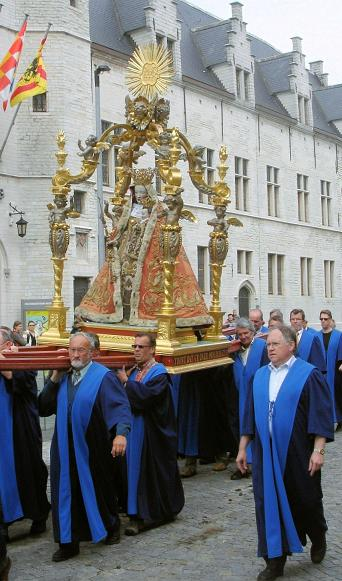
Hanswijkprocessie

## Geboren
- 13 december - Frederik II, koning van Sicilië (1296-1337)
- Johanna van Akko, Engels prinses
- Gilles Li Muisit, Zuid-Nederlands kroniekschrijver (vermoedelijke jaartal)
- Amalrik van Tyrus, koning van Cyprus (1306-1310) (jaartal bij benadering)
- Gwijde van Namen, Vlaams edelman en militair (jaartal bij benadering)

## Overleden
- 17 maart - Go-Saga (51), keizer van Japan (1242-1246) en insei-keizer
- 2 april - Richard van Cornwall (63), koning van Duitsland (1257-1272)
- 27 april - Zita van Lucca, Italiaanse dienstmeid
- 15 mei - Jan I van Arkel (~38), Hollands edelman
- 28 mei - Erik I (~29), hertog van Sleeswijk (1260-1272)
- 6 augustus - Stefanus V (~33), koning van Hongarije (1270-1272)
- 10 oktober - Yolande van Bretagne, Frans edelvrouw
- 27 oktober - Hugo IV, hertog van Bourgondië (1218-1272)
- 16 november - Hendrik III (65), koning van Engeland (1216-1272)
- Enzio (~54), koning van Sardinië
- Negübei, kan van het kanaat van Chagatai (1271-1272)
- Ratibor, hertog van Pommerellen
- Thomas van Cantimpré, Brabants schrijver en theoloog (jaartal bij benadering)